# 미스터 후지

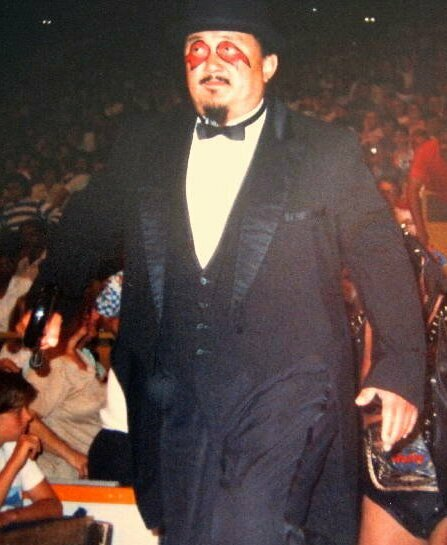

미스터 후지(Mr. Fuji, 1935년 5월 4일 ~ 2016년 8월 28일)는 본명은 해리 후지와라 마사요시(Harry Masayoshi Fujiwara)다. 일본이름은 후지와라 마사요시(일본어: 藤原正義 ふじわら まさよし[*]/Masayoshi Fujiwara) 옛시절 WWF이던 미국의 남자 전 프로레슬링선수로 악역 매니저다. 그는 일본계 미국인이였던 악역시절 선역 프로레슬링선수만 눈에 소금을 던지는것도 유명했다. 피니쉬는 코브라 클러치 위드 바디시저스, 카미카제 크로스라인(런닝 래리어트)로 사용을 한다. WWF 링네임은 해리 후지와라(Harry Fujiwara)다. 키는 177cm(5 ft 10 in)에다가 몸무게는 120kg(264 lb)이다. 2016년 8월 28일 나이는 82세로 끝내 사망을 했다.

## Professional wrestling highlights
- Finshing moves
  - Cobra clutch with bodyscissors
  - Kamikaze Clothesline (Running lariat)
- Signature moves
  - Diving leg drop
  - Elbow attack
  - Shoulder claw

- Manager
  - Freddie Blassie
  - Lou Albano
  - The Grand Wizard

## 수상
- AWA 월드 서든 태그팀웨이트 챔피언 (1회) - 타나카 토오루
- NWA 월드 조지아 태그팀웨이트 챔피언 (1회) - 타나카 토오루
- NWA 월드 캐나다 헤비웨이트 챔피언 (토론토 버전) (1회)
- NWA 월드 미드 어랫틴 태그팀웨이트 챔피언 (1회) - 텐류 게이치로
- 클래스 오브 2013
- NWA 월드 하와이이 태그팀웨이트 (2회) - 커티스 이오케아 (1회), 칼 본 슈타이거 (1회)
- NWA 월드 브리티쉬 커머널스 헤비웨이트 챔피언 (뉴질랜드 버전) (1회)
- NWA 월드 유나이티드 스테이츠 헤비웨이트 챔피언 (샌 프란시스코 버전) (1회)
- NWA 월드 퍼시픽 노어쉐스트 헤비웨이트 챔피언 (1회)
- NWA 월드 퍼시픽 태그팀웨이트 챔피언 (4회) - 사사키 하루 (3회), 토니 본 (1회)
- 랭크드 넘버 445 오브 더 500 베스트 싱글즈 레슬링 두링 더 "PWI 이열즈" 인 2003
- NWA 월드 사우시스턴 태그팀웨이트 챔피언 (1회) - 타나카 토오루
- IWA 월드 태그팀웨이트 챔피언 (1회) - 타이거 짓 싱
- WWWF/WWF 월드 태그팀웨이트 챔피언 (5회) - 타나카 토오루 (3회), 미스터 사이토 (2회)
- WWE 헬 오브 페임 (2007)
- WWC 월드 노스 아메리칸 헤비웨이트 챔피언 (1회)
- WWC 월드 노스 태그팀웨이트 챔피언 (1회) - 피에어 마르텔
- 워스트 매니저 오브 더 이열 (1984-1985, 1987-1995)